# 11248 Блеріо
11248 Блеріо (11248 Blériot) — астероїд головного поясу.
Тіссеранів параметр щодо Юпітера — 3,672.